# Callitrichoideae
Callitrichoideae, potporodica porodice trpučevki. Sastoji se od 2 roda, od kojih je tipičan žabovlatka (Callitriche), kozmopolitski rod vodenih trajnica. Drugi rod je borak ili Hippuris, to su vodeni polugrmovi i helofiti iz Euroazije i Sjeverne Amerike.
U Hrvatskoj postoji jedna vrsta iz roda borak, obični borak ili mačji rep H. vulgaris, i nekoliko vrsti žabovlatki.

## Rodovi
1. Callitriche L. (71 spp.)
2. Hippuris L. (3 spp.)